# 파라글로무스속
파라글로무스속(Paraglomus)은 취균문에 속하는 균류 속의 하나이다. 파라글로무스목(Paraglomerales), 파라글로무스과 (Paraglomeraceae)의 유일한 속이다. 일반적으로 땅 밑에 자실체를 형성하는 내생균근 균류이다.

## 분류
- 파라글로무스목 (Paraglomerales)
  - 파라글로무스과 (Paraglomeraceae)
    - 파라글로무스속 (Paraglomus)
      - Paraglomus brasilianum
      - Paraglomus laccatum
      - Paraglomus majewskii
      - Paraglomus occultum